# Димитър Шагаданов
Димитър Ангелов Шагаданов, още Шегаданов или Шакаданов, е деец на Българската комунистическа партия.

## Биография
Шагаданов е роден в 1897 година в село Плевня, Драмско, днес в Гърция. Емигрира в България. В 1920 година влиза в БКП. Участва в Септемврийските бунтове от 1923 година и е осъден на 10 и половина години. Бяга от затвора още в 1923 година и емигрира в Гърция, а после в Югославия. В 1926 година се завръща в Пловдив и става член на Окръжния комитет на БКП. Същата година е арестуван и лежи в затвора до 1929 г. През 1930 – 1931 годна е секретар на Окръжния комитет на БКП в Пловдив, а в 1932 – 1933 – член на Окръжния комитет и секретар на Сндикалния съвет в Пловдив. В 1934 година започва партийна работа в Кричим.
По време на Съпротивителното движение по време на Втората световна война подпомага комунистическите партизани. На 26 май 1944 година е арестуван, измъчван и убит.
От откриването си през 1964 година до 24 април 2015 година градският стадион в Стамболийски носи името „Димитър Шакаданов“.